# Кожевенне
Кожеве́нне (рос. Кожевенное, чув. Кожевенное) — село у складі Поріцького району Чувашії, Росія. Входить до складу Кудеїхинського сільського поселення.
Населення — 155 осіб (2010; 165 у 2002).
Національний склад:
- росіяни — 68 %
- чуваші — 30 %